# Iglesia de la Virgen del Carmen (Tacora)
La iglesia de la Virgen del Carmen es un templo católico ubicado en la localidad de Tacora, comuna de General Lagos, Región de Arica y Parinacota, Chile. Construida en el siglo xviii, fue declarada monumento nacional de Chile, en la categoría de monumento histórico, mediante el Decreto n.º 294, del 7 de noviembre de 2016.

## Historia
La iglesia fue construida en el siglo xviii, y su primera mención documentada data de 1804.

## Descripción
De estilo barroco andino tiene cimientos de piedra, muros de adobe con mortero de barro, techumbre de madera de eucaliptus y queñoa, con cubierta de caña, totora y paja brava. La torre campanario se encuentra adosada a la iglesia, y presenta un cuerpo y campanario con una cubierta piramidal de piedra. El muro perimetral es de piedra rústica con mortero de barro.